# Sinusoidal-Projektion

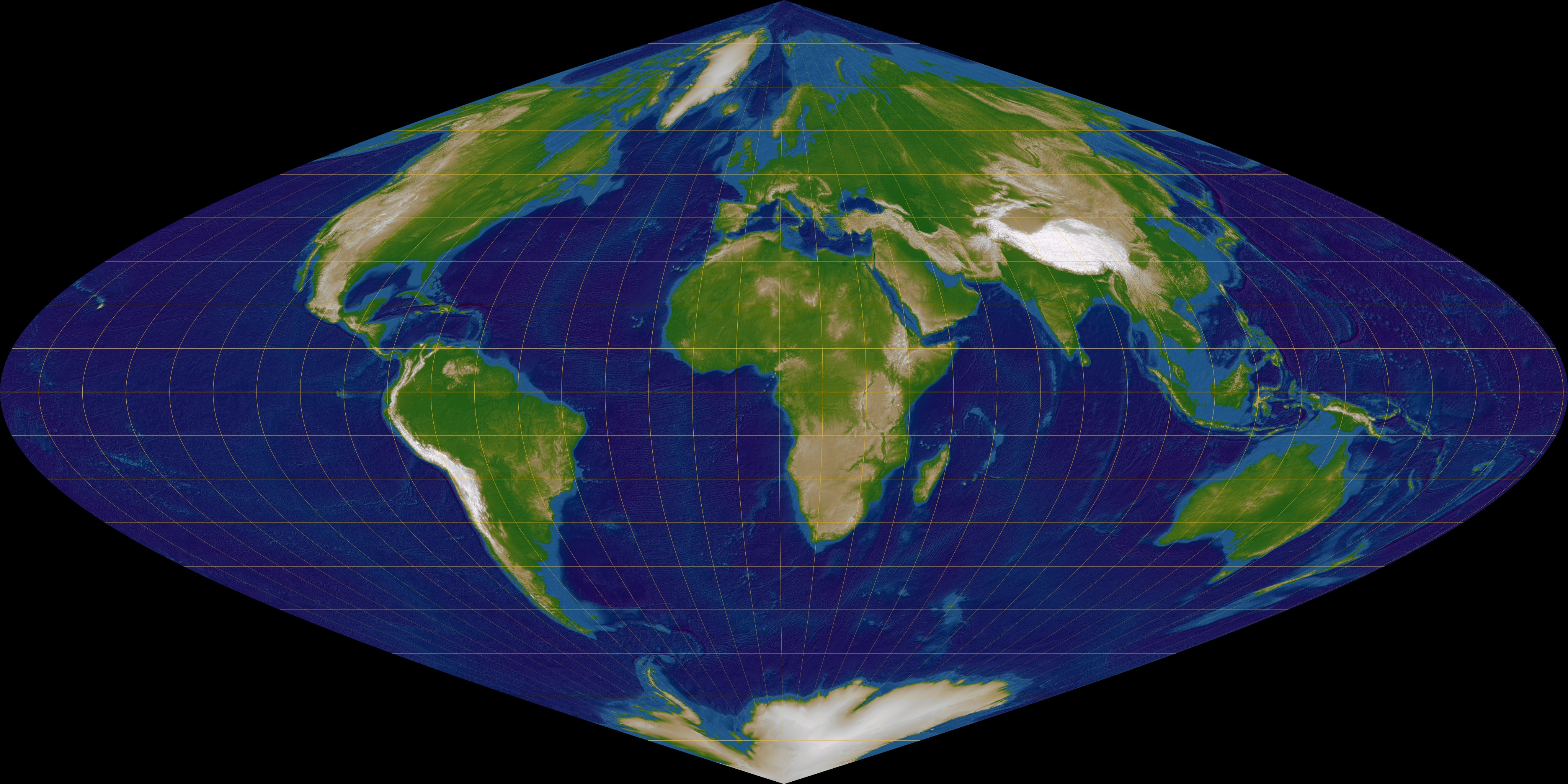
Sinusoidal-Projektion (Mittelmeridian: 11°5′30″ Ost)

Tissotsche Indikatrix der Sinusoidal-Projektion

Die Sinusoidal-Projektion ist ein flächentreuer Kartennetzentwurf (Pseudo-Zylinderabbildung), welche die gesamte Erdoberfläche darstellen kann.
Der Äquator und der Mittelmeridian werden annähernd längen- und winkeltreu wiedergegeben, mit zunehmender Entfernung vom Mittelmeridian nimmt aber die Verzerrung sehr stark zu. Üblicherweise wird als Mittelmeridian der Nullmeridian oder der Meridian 11°5′30″ Ost genommen. Bei letzterem geht der Außenrand der Karte durch die Mitte der Beringstraße.
Alle Breitenkreise werden als Geraden abgebildet, wobei ihre Länge der Länge des Breitenkreises entspricht. Meridiane werden als Sinuskurven, der Mittelmeridian als Gerade abgebildet. Der dem Mittelmeridian gegenüberliegende Meridian bildet den (sinusförmigen) Außenrand der Karte.
Der Netzentwurf ist sehr einfach zu berechnen, allerdings ist sie wenig anschaulich und wird daher nur selten verwendet. Anschaulicher sind die Mollweide-Projektion oder die ähnlich aussehende Hammer-Aitov-Projektion, welche beide die Erdoberfläche als Ellipse abbilden.
Historische Namen für diese Projektion lauten Flächentreue Mercator Projektion, Mercator-Sanson Projektion und Sanson-Flamsteed Projektion.

## Formeln
- Hinabbildung:

{\displaystyle x=R\cdot (\lambda -\lambda _{0})\cdot \cos(\varphi )}
{\displaystyle y=R\cdot \varphi }
- Rückabbildung:

{\displaystyle \varphi =y/R}
{\displaystyle \lambda =\lambda _{0}+{\frac {x}{R\cdot \cos(\varphi )}}=\lambda _{0}+{\frac {x}{R}}\cdot \sec(\varphi )}
- {\displaystyle x}: Ostwert
- {\displaystyle y}: Hochwert
- {\displaystyle R}: Radius der zugrundeliegenden Kugel
- {\displaystyle \varphi }: Breitengrad
- {\displaystyle \lambda }: Längengrad
- {\displaystyle \lambda _{0}}: Zentraler Meridian (mittlere Länge der Projektion)[2]